# Франк Оз
Франкс Оз (на английски: Frank Oz) (роден на 25 май 1944 г.) е американски режисьор, кукловод и актьор.

## Биография

### Личен живот
Първият му брак е с Робин Гарсън. Женен е за Виктория Лабалм. Оз има трима синове.

### Кариера
Режисьор е на филмите „Малкото магазинче на ужасите“ (1986), „Боуфингър“ (1999), „Прецакването“ (2001), „Смърт и погребение“ (2007) и други. Той е гласът на Йода в поредицата „Междузвездни войни“, а също така управлява и самата кукла.

## Избрана филмография

### Режисьор
| Година | Филм                         | Оригинално заглавие     |
| ------ | ---------------------------- | ----------------------- |
| 1986   | Малкото магазинче на ужасите | Little Shop of Horrors  |
| 1988   | От мошеник нагоре            | Dirty Rotten Scoundrels |
| 1992   | Лъжовна съпруга              | Housesitter             |

### Актьор
| Година | Филм                       | Оригинално заглавие        | Роля                     | Режисьор          |
| ------ | -------------------------- | -------------------------- | ------------------------ | ----------------- |
| 1980   | Блус Брадърс               | The Blues Brothers         | Служител по корекциите   | Джон Ландис       |
| 1980   | Империята отвръща на удара | The Empire Strikes Back    | Йода (глас и управление) | Ървин Кършнър     |
| 1983   | Завръщането на джедаите    | Return of the Jedi         | Йода (глас и управление) | Ричард Маркуанд   |
| 1983   | Смяна на местата           | Trading Places             | Полицай                  | Джон Ландис       |
| 1985   | Ние, шпионите              | Spies Like Us              | Тест наблюдател          | Джон Ландис       |
| 1999   | Невидима заплаха           | The Phantom Menace         | Йода (глас и управление) | Джордж Лукас      |
| 2001   | Таласъми ООД               | Monsters, Inc.             | Гъбата (глас)            | Пийт Доктър       |
| 2002   | Клонираните атакуват       | Attack of the Clones       | Йода (глас и управление) | Джордж Лукас      |
| 2005   | Отмъщението на ситите      | Revenge of the Sith        | Йода (глас и управление) | Джордж Лукас      |
| 2005   | Затура                     | Zathura: A Space Adventure | Робот (глас)             | Джон Фавро        |
| 2015   | Силата се пробужда         | The Force Awakens          | Йода (глас и управление) | Джей Джей Ейбрамс |
| 2017   | Последните джедаи          | The Last Jedi              | Йода (глас и управление) | Райън Джонсън     |
| 2019   | Вади ножовете              | Knives Out                 | Алън Стивънс             | Райън Джонсън     |